# 瓦休基夫
50°40′5″N 33°3′54″E / 50.66806°N 33.06500°E
瓦休基夫（烏克蘭語：Васюків），是烏克蘭北部的村莊，隸屬切爾尼希夫州的普里盧基區。該村始建於1892年，面積0.13平方公里，海拔高度151米，2001年人口33。